# Mercedes-Benz CLC-класс
Mercedes-Benz CLC-класс (ориг. CLC-Klasse, от нем. Coupe Leicht C-klasse — «лёгкое купе C-класса») — серия спортивных лифтбэков от немецкой торговой марки Mercedes-Benz, состоящая всего из одного поколения автомобилей. Является развитием идеи, воплощённой в спорткупе CL203 на базе W203. Мировой дебют первой модели состоялся 27 января 2008 года на Берлинской неделе моды Mercedes-Benz, проходившей с 27 по 31 января. Серия является идеологическим преемником модификации C-класса в кузове Sport Coupe.
Новинка построена на платформе W203, однако по словам представителей немецкой марки, купе CLC получило более тысячи модернизированных или абсолютно новых деталей, отличающих автомобиль от прежней модели. Некоторые решения были позаимствованы у Mercedes-Benz W204.
Сборка была налажена на заводе Жуис-ди-Фора в Бразилии, недалеко от Рио-де-Жанейро. Последний автомобиль сошёл с конвейера в феврале 2011 года. На данный момент автомобиль не производится.

## История

### CL203
В октябре 2000 года компания Mercedes-Benz представила C-класс в кузове SportCoupé (под кодовым названием CL203) для рынка Европы. Автомобиль представлял собой трёхдверное хетчбэк купе с профилем фастбэка, основанного на платформе модели Mercedes-Benz W203. Продажи в Северной Америке начались в 2001 году. Основным визуальным отличием серии стала решётка радиатора, на которой в отличие от седанов и универсалов в центре закреплялась фирменная эмблема компании. Кроме того, купе также оснащалось профилем крыши как у кузова фастбэк и функциональным задним спойлером, обеспечивающим прижимную силу на высоких скоростях. С дополнительным панорамным люком на крыше длина спорткупе была короче на 178 мм по сравнению с седаном, однако обладало той же колёсной базой.
Первоначальный модель ряд включал C180 (139 л. с.), C220 (143 л. с.), C 200 Kompressor и C 230 Kompressor (2,3-литровый двигатель M111 с компрессором, 192 л. с.). В 2003 году к нему прибавились версии C180 Kompressor и C200 CGI, а силовой агрегат M111 заменили на более тихий и эффективный 1,8-литровый M271 с нагнетателем. Через год вместе с рестайлингом всего C-класса обновилось и спорткупе. В 2005 году в модельном ряду серии появилась самая младшая модель C160 Kompressor.
Базовая модель C230 позволила автопроизводителю достичь более низкой цены, чем у представленных на то время конкурентных моделей на рынке Северной Америки. Спортивные купе C230 и C320 являлись двумя самыми недорогими моделями в США и Канаде. Благодаря этому качеству компании удалось заполучить большое число новых клиентов, 40 % которых впоследствии вернулось к дилерам для покупки более дорогих автомобилей.
В 2008 году немецкая компания приняла решение о вынесении спорткупе в отдельную серию — CLC-класс.

### CLC
CLC-класс представляет собой одно единственное поколение автомобилей, представленных широкой публике в 2008 году. Основой для спортивного лифтбэка послужили автомобили W203 (обновлённая версия в кузове спорт-купе) и W204, у которых компания Mercedes-Benz позаимствовала большинство решений. Тем не менее, новая модель отличалась как минимум системой рулевого управления, заимствованной из SLK-класса и пересмотренной подвеской. Заводы в Германии на то время были загружены выпуском новых автомобилей C-класса, в то время как завод в Бразилии, где до недавнего времени собирали прежнее спортивное купе, наоборот простаивал. Поэтому, с целью снижения затрат на обновление оборудования и понижении цен на конечные автомобили, концерн принял решение выпускать новый CLC-класс на производственных мощностях в Жуис-ди-Фора.
На момент дебюта серия автомобилей CLC-класса предлагала практически те же варианты двигателей, которые устанавливались на автомобили W203 Sport Coupe. Единственное отличие заключалось в новой модели CLC 200 Kompressor, где была увеличена мощность 1,8-литрового двигателя с 163 до 184 лошадиных сил (при этом расход топлива был снижен на 10 %). В стандартное оснащение автомобиля вошла система ESP.
В 2009 году в модельном ряду серии произошли изменения: добавилась версия CLC 160 BlueEFFICIENCY с экономичным силовым агрегатом мощностью в 129 л. с., а CLC 230 была заменена на CLC 250.
В 2010 году концерн Daimler AG принял решение о сворачивании производства CLC-класса. Первыми закончили выпускаться модификации с дизельными двигателями. Полное сворачивание производства произошло в феврале 2011 года: последние экземпляры были распроданы до конца весны. Вместо CLC-класса компания вернулась к обычному кузову купе, который добавили в линейку 3-го поколения C-класса (W204) для 2012 модельного года.

## Описание

### Экстерьер
Внешний вид трёхдверного купе был позаимствован у Mercedes-Benz W204 несмотря на то, что платформой для него послужила модель W203. В частности это касается передней и задней частей кузова. Двери, крыша и задние крылья, выполненные из листового металла, были позаимствованы у вариации C-класса в кузове Sport Coupe. Изменения элементов конструкции привело к удлинению кузова автомобиля до 4448 мм — для сравнения длина предыдущей модели составляла 4343 мм. Тем не менее, благодаря компактным размерам и энергичным линиям носовая часть автомобиля получила более спортивный и агрессивный внешний вид. Модель оснастили решёткой радиатора с интегрированным большим логотипом компании. Задние фонари, длинный ряд светодиодов, из которых состоит третья тормозная фара, а также задний бампер разделяют заднюю часть и подчеркивают её ширину.
Объём багажного отделения составлял 310 литров, что достаточно много для автомобиля в кузове купе, а если сложить задние сиденья, то объём погрузочного пространства увеличивается до 1100 литров.
Для автомобиля можно заказать спортивный пакет, в который входит 18-дюймовые легкосплавные колёсные диски, заниженная подвеска, тонированные фары головного света, алюминиевые вставки в интерьере и новый механизм рулевого управления, делающего реакции машины на руль точнее.

### Интерьер

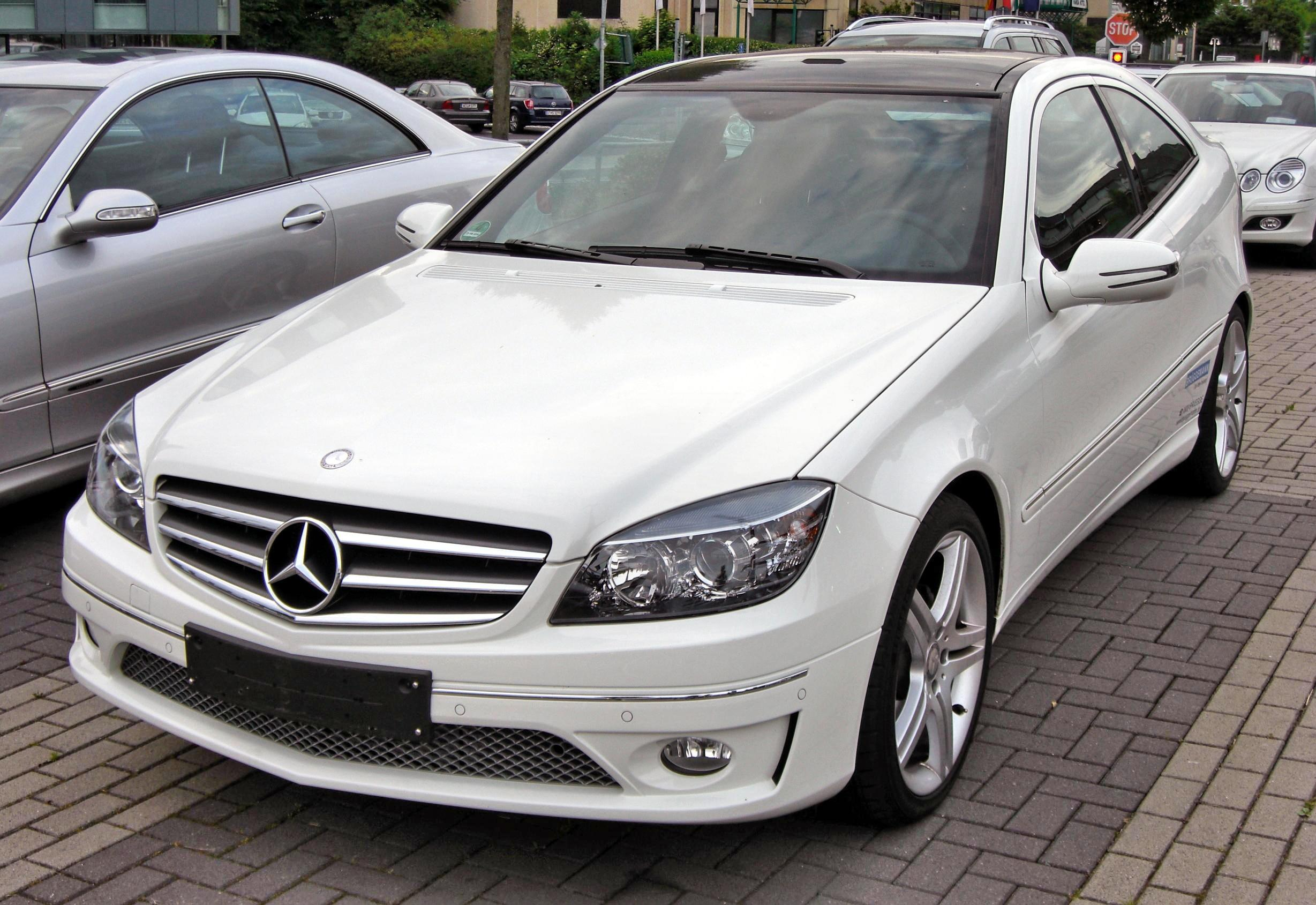
CLC 200 Kompressor с пакетом Sport

Интерьер автомобиля во многом схож с первым поколением спортивных купе, однако отличается рулевым колесом от рестайлинговой версии Mercedes-Benz W219, современной информационной системой с цветным дисплеем и обновлённой навигационной системой. Модернизации также подверглись используемые для отделки материалы. Тем не менее, салон моделей CLC-класса строг и солиден.
В стандартную комплектацию автомобиля входят: сиденья с усовершенствованной боковой опорой, многофункциональный руль с тремя спицами, автоматический климат-контроль и окаймляющие элементы из полированного алюминия.
Линии исполнения модели включали SE и Sport. Спорт-пакет добавлял автомобилю специальную комбинацию приборов с клетчатым фоном и стрелками, которые в нерабочем положении смотрят вертикально вниз, чёрную обивку потолка или тёмно-коричневые вставки в отделке интерьера.

### Двигатели

#### Бензиновые
| Модель                 | Код     | Двигатель                 | Рабочий объём, см3 | Мощность, л.с. / об/мин | Крутящий момент, Н·м / об/мин | Масса, кг | Максимальная скорость, км/ч | Разгон 0-100 км/ч, c | Средний расход топлива, л/100 км | Вредные выбросы CO2, г/км | Годы производства |
| CLC 160 BlueEfficiency | 203.731 | M271 E16ML (271.911)      | 1597               | 129/5000                | 220/ 2500—3800                | 1395      | 210                         | 11,2                 | 7,1                              | 169                       | 2009—2011         |
| CLC 180 Kompressor     | 203.746 | M271 E18ML red. (271.946) | 1796               | 143/5200                | 220/ 2500—4200                | 1400      | 220                         | 9,7                  | 7,7                              | 182                       | 2008—2011         |
| CLC 200 Kompressor     | 203.741 | M271 E18ML (271.955)      | 1796               | 184/5500                | 250/ 2800—5000                | 1405      | 235                         | 8,6                  | 7,9                              | 185                       | 2008—2011         |
| CLC 230 V6             | 203.752 | M272 E25 (272.920)        | 2496               | 204/6100                | 245/ 2900-5500                | 1450      | 240                         | 8,4                  | 9,2                              | 218                       | 2008—2009         |
| CLC 250 V6             | 203.752 | M272 E25 (272.920)        | 2496               | 204/6100                | 245/ 2900-5500                | 1450      | 240                         | 8,4                  | 9,2                              | 218                       | 2009—2011         |
| CLC 350 V6             | 203.756 | M272 E35 (272.960)        | 3498               | 272/6000                | 350/ 2400-5000                | 1475      | 250                         | 6,3                  | 9,6                              | 227                       | 2008—2011         |

#### Дизельные
| Модель      | Код     | Двигатель              | Рабочий объём, см3 | Мощность, л.с. / об/мин | Крутящий момент, Н·м / об/мин | Масса, кг | Максимальная скорость, км/ч | Разгон 0-100 км/ч, c | Средний расход топлива, л/100 км | Вредные выбросы CO2, г/км | Годы производства |
| CLC 200 CDI | 203.707 | OM646 DE22LA red.      | 214                | 122/4200                | 270/ 1600—2800                | 1430      | 206                         | 11,3                 | 5,9                              | 152                       | 2008—2011         |
| CLC 220 CDI | 203.708 | OM646 DE22LA (646.963) | 214                | 150/4200                | 340/ 1800—2600                | 1455      | 224                         | 9,7                  | 6                                | 156                       | 2008—2011         |

### Ходовая часть

#### Подвеска
Передняя подвеска автомобилей CLC-класса представляет собой классическую независимую систему MacPherson, задняя — независимая, пружинная, многорычажная.

#### Трансмиссия
Весь модельный ряд в стандартной комплектации оснащался 6-ступенчатой механической коробкой передач. Для версий с 4-цилиндровым двигателем была доступна 5-ступенчатая АКПП 5G-Tronic, в то время как модификации с двигателями V6 могли быть на заказ оснащены самой современной (на то время) 7-ступенчатая автоматической коробкой передач 7G-Tronic.

#### Тормозная система
На автомобиле установлены дисковые вентилируемые тормоза спереди и дисковые сзади.

#### Колёса и шины
В стандартной комплектации на автомобиль устанавливались диски и шины размером 205/55 R16 как спереди, так и сзади.

## Mercedes-Benz CLC Dream Test Drive
В поддержку модели по заказу Mercedes-Benz была создана игра Mercedes-Benz CLC Dream Test Drive от Team6 Game Studios. В игре, как видно из названия, выбор автомобилей ограничен одной моделью — Mercedes-Benz CLC, изменять можно лишь цвет и колесные диски.